# Marimatha squala
Marimatha squala là một loài bướm đêm thuộc họ Noctuidae. Nó được tìm thấy ở Arizona, southward to Costa Rica. Flight season is
Con trưởng thành bay từ giữa tháng 7 tới giữa tháng 8 in Arizona và from cuối tháng 5 in Costa Rica.